# Афти
Афти (на гръцки: άφθα) – заболяване на лигавицата на устата. Образуват се мехурчета, които оставят плитки болезнени жълто-бели язвички. Причините не са ясно определени. Приблизително 40% от засегнатите имат фамилна анамнеза. Счита се, че ако имунната система е разстроена от някакъв външен фактор, тя реагира срещу протеин в лигавицата. Факторите, които, изглежда, оказват влияние, са: емоционален стрес и недоспиване, травма (например ухапване), дефицит на витамини, определени храни, менструация, лекарства и инфекции.
По-редки леки повърхностни язви може да има и по влагалището. Афтите в устата пречат на дъвченето и говора, могат да причинят силно слюнкоотделяне.